# 凱文·鄧恩
凱文·鄧恩（英語：Kevin Dunn，1956年8月24日—）是美國的一位演員。他出演過的主要電影電視劇包括《冒牌總統》、1998年版《酷斯拉》、《X檔案》等作品。鄧恩目前在《副人之仁》中出演班·卡弗帝的角色。他出生在芝加哥。